# NGC 6834
Coordenadas:  19h 52m 00s, −29° 25′ 00.0″
NGC 6834 es un cúmulo abierto que pertenece a la constelación de Cygnus. tiene muchas estrellas localizado a 7000 años luz de la Tierra en la constelación de Vulpecula. Tiene una magnitud visual de 7.8 una edad aproximada de 65 millones de años.